# Connection Machine

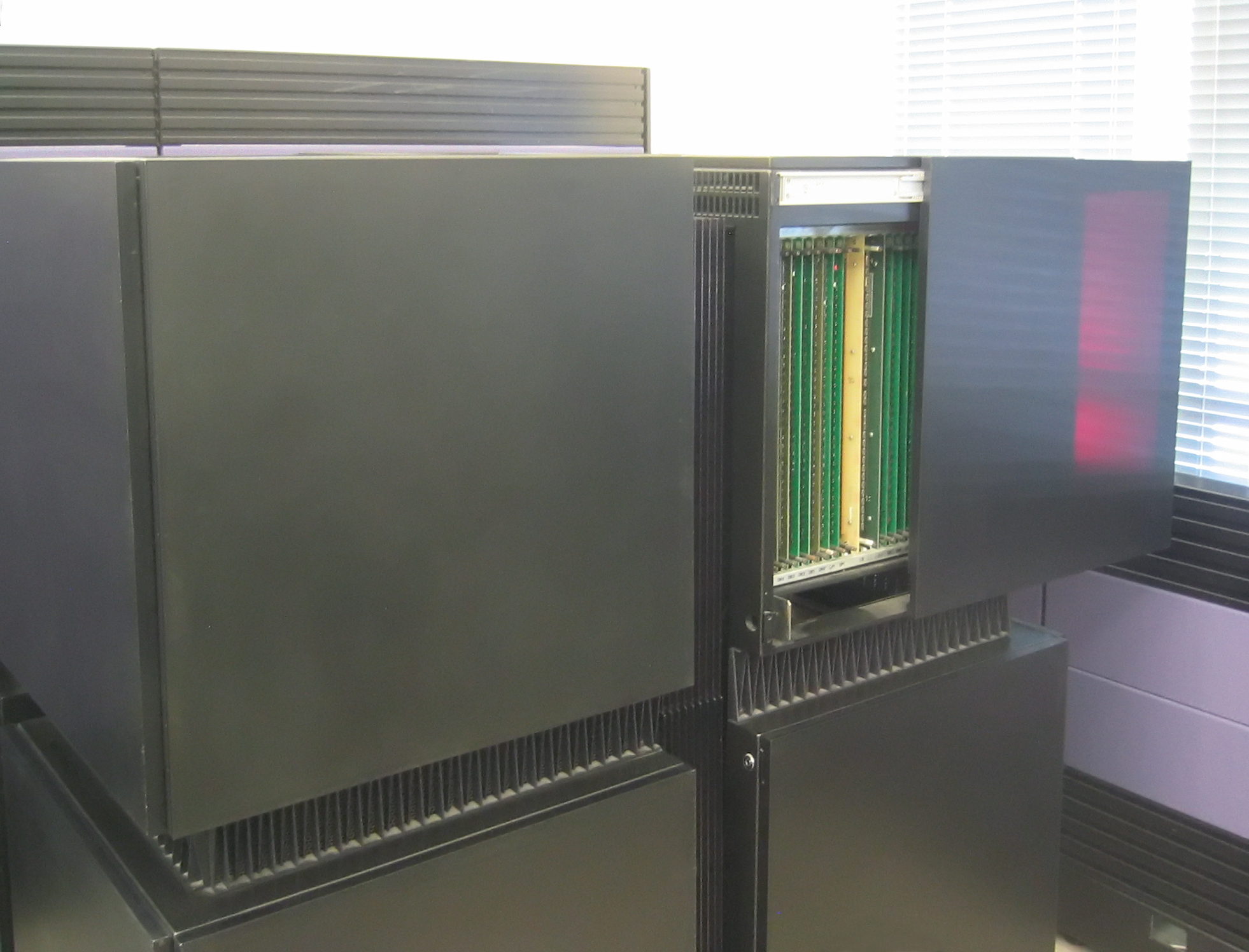
Thinking Machines CM-2 esposto al Computing Museum in San Jose. Un pannello è stato parzialmente rimosso per mostrare l'elettronica interna

Connection Machine è il nome di una serie di supercomputer sviluppata da Danny Hillis all'inizio degli anni ottanta al MIT in contrapposizione alla tradizionale architettura di von Neumann. Il CM-1 inizialmente concepito al MIT era un computer a elevato parallelismo che si basava su una topologia a ipercubo che collegava i vari nodi. Ogni nodo era un processore molto semplice dotato di una propria memoria che eseguivano codice SIMD. Le Connection Machine, in origine, erano progettate per applicazioni di intelligenza artificiale e di calcolo simbolico, anche se versioni successive ebbero successo nelle scienze applicate che richiedevano elevate potenza di calcolo.

## Architettura ed evoluzione
Hillis e Sheryl Handler fondarono nel 1983 la Thinking Machines a Waltham, nel Massachusetts (in seguito si spostarono a Cambridge nello stesso stato), e insieme al loro team svilupparono il CM-1 e il CM-2 che, in alcune configurazioni, poteva arrivare ad avere fino a 65.536 processori. I singoli processori erano molto semplici, elaboravano un bit alla volta. Il CM-2 presentato nel 1987 aggiunse 3132 coprocessori in virgola mobile Weitek, ciascuno dei quali condiviso da 32 processori. Furono prodotte due varianti del CM-2, il piccolo CM-2a con 4096 o 8192 processori e il veloce CM-200.

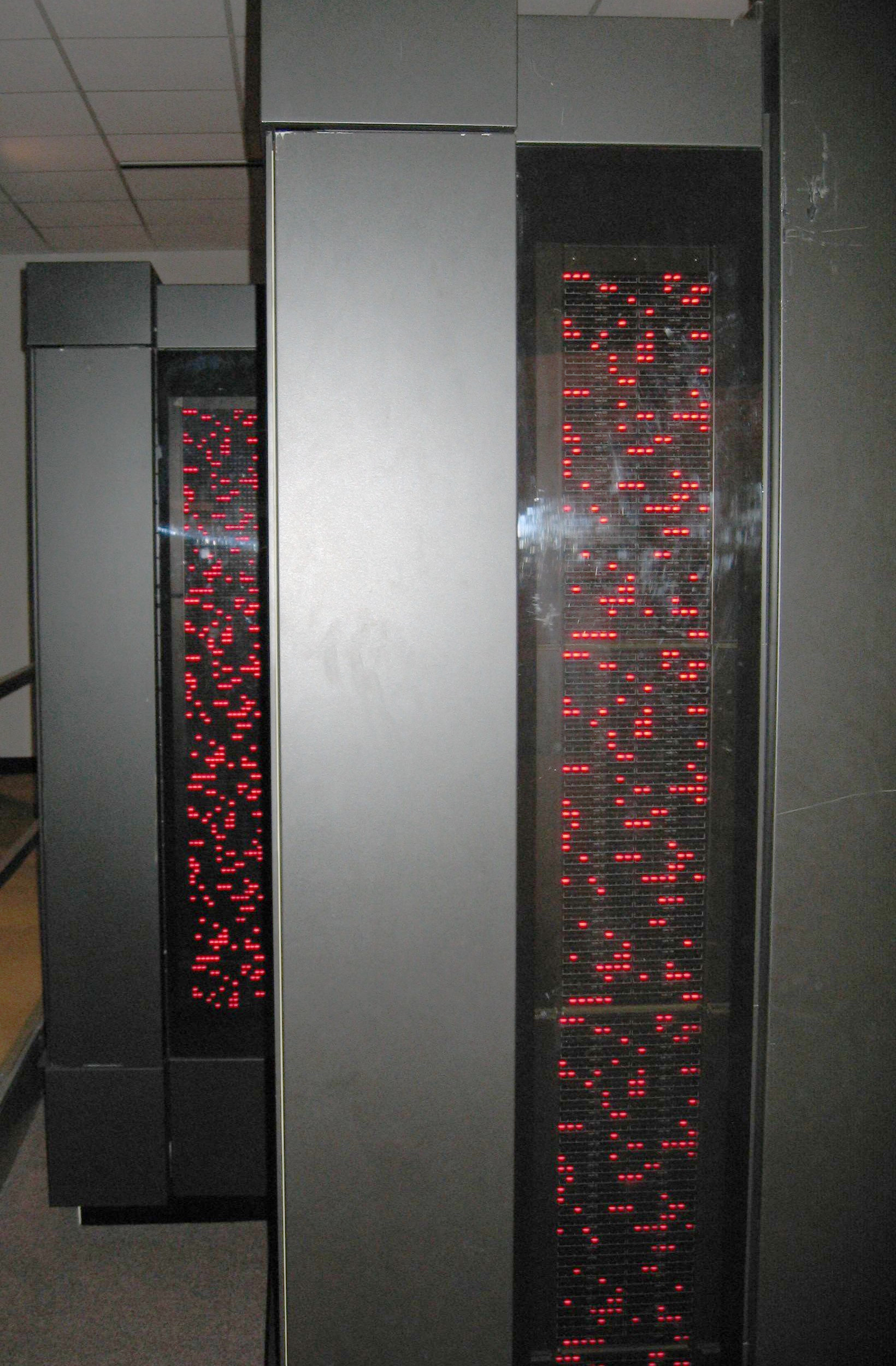
Il pannello luminoso del FROSTBURG, il CM-5, esposto al National Cryptologic Museum. Il pannello serve a sorvegliare il funzionamento dei singoli nodi e per la diagnostica

Data la loro origine nel campo del calcolo simbolico e all'intelligenza artificiale, i processori a singolo bit del CM-1 e il CM-2 sono stati influenzati da linguaggio di programmazione lisp e in particolare da una variante del Common Lisp, lo *Lisp (pronunciato Star-Lisp), il primo linguaggio di programmazione implementato nel CM-1. Molti programmi per CM-1/2 sono scritti in *Lisp.
Con l'arrivo, nel 1991, del CM-5 la Thinking Machines abbandonò l'architettura a ipercubo del CM-2 per una nuova architettura MIMD basata su una rete Fat tree che gestisce una serie di processori RISC SPARC. L'ultimo CM-5E rimpiazzò i processori SPARC con i veloci SuperSPARC.
L'elenco completo delle macchine Connection Machine in ordine cronologico è: CM-1, CM-2, CM-200, CM-5 e CM-5E.
La tesi originale di Danny Hillis da cui sono nate le macchine Connection Machine si intitolava:
The Connection Machine (MIT Press Series in Artificial Intelligence) (ISBN 0262081571).  Il libro è in stampa dal 2005 e descrive in modo accurato la filosofia della macchina, il software e la sua architettura inclusi i collegamenti tra le CPU, le memorie e la loro programmazione in lisp.

## Design
Le macchine Connection Machines sono famose per il loro design coreografico. Il CM-2 era un Cubo grigio con diversi LED rossi sulla superficie. Il CM-5 è una torre con un ampio pannello pieno di diodi LED. Durante il funzionamento, i LED continuano a lampeggiare per indicare il funzionamento dei nodi. Per questa sua estetica appariscente, la macchina è stata utilizzata nel film Jurassic Park, dove era installata nella sala di controllo dell'isola. La versione CM-2 comparve sul grande schermo per la prima volta come "protagonista" del film War Games del 1984, in questo caso impiegato presso il NORAD per la simulazione di conflitti nucleari.